# 鹿児島市立桜丘中学校
鹿児島市立桜丘中学校（かごしましりつ さくらがおかちゅうがっこう）は、鹿児島県鹿児島市桜ケ丘二丁目にある市立中学校。

## 概要
鹿児島市の南部に位置する桜ケ丘団地に唯一所在する中学校である。
2014年（平成26年）現在の生徒数は468名。2018年4月28日現在では、生徒数の減少により、各学年4学級となっている。

## 沿革
- 1980年（昭和55年）4月1日 - 鹿児島市立桜丘中学校として開校[1]。

## 部活動
- サッカー部
- 野球部
- ソフトテニス部（男・女）
- バドミントン部
- バスケットボール部（男・女）
- バレーボール部（男・女）
- 陸上部
- 弓道部
- 剣道部
- 美術部
- 吹奏楽部 - コンクール全国大会に3度出場、第66回全日本吹奏楽コンクールで初の金賞受賞（2018年度）
- 水泳同好会

## 通学区域
桜丘中学校の通学区域は以下の町丁の区域が指定されている。
- 桜ケ丘一丁目から桜ケ丘八丁目までの全域
- 宇宿町977、1354、1596番地の全域及び1639番地の一部

## 著名な出身者
- 加藤久仁生 - アニメーション作家[5]